# Siriporn Ampaipong
Siriporn Ampaipong (Thai ศิริพร อำไพพงษ์, RTGS-Umschrift Siriphorn Amphaiphong; * 7. Dezember 1962 in Amphoe Phibun Rak, Provinz Udon Thani, Thailand) ist eine thailändische Mor-Lam- und Luk-Thung-Sängerin. Ihr Geburtsname ist Sirima Amkhen.

## Leben und Karriere
Siriporns Geburtsname ist Sirima Amkhen (ศิริมา อำเคน), ihr Rufname ist Nang. 1992 produzierte sie beim PGM-Label populäre Musik, darunter das Album Bow Rak Si Dam (โบว์รักสีดำ). Im Jahr 2000 veröffentlichte sie beim Label Grammy u. a. das Album Parinya Jai (ปริญญาใจ).

## Alben (Auswahl)
1. 1992 – Bow Rak Si Dam (โบว์รักสีดำ)
2. 2000 – Parin Ya Jai (ปริญญาใจ)
3. 2001 – Phuea Mae Phae Bor Dai (เพื่แม่แพ้บ่ได้)
4. 2012 – Satree Mai Lek Nueng (สตรีหมายเลขหนึ่ง)